# Kosów (Białoruś)
Kosów (biał. Косава, Kosawa; ros. Коссово, Kossowo; hist. Kosów Poleski) – miasto na Białorusi, w obwodzie brzeskim, w rejonie iwacewickim, 15 km od Iwacewicz, ok. 2 tys. mieszkańców (2010).

## Przynależność
Miejscowość po raz pierwszy występuje w dokumentach około 1492. Miasto magnackie położone było w końcu XVIII wieku w powiecie słonimskim województwa nowogródzkiego. Od III rozbioru Polski (1795) w składzie Rosji. W okresie II Rzeczypospolitej siedziba starostwa powiatowego i powiatu kosowskiego w województwie poleskim. Od 1945 w granicach Białoruskiej SRR. Od 1991 miejscowość należy do niepodległej Białorusi, rejonu iwacewickiego obwodu brzeskiego.

## Historia
W X–XI w. był tu gród otoczony wałem. Dobra kosowskie od XV w. przechodziły  przez ręce możnych rodów - Chreptowiczów, Sanguszków, Sapiehów, Flemingów, Czartoryskich. W pierwszej połowie XIX w. były w rękach Pusłowskich, którzy na przełomie XIX i XX w. sprzedali dobra Rosjanom. Po I wojnie światowej majątek rozparcelowano.
W roku 1838 polski przemysłowiec, hrabia Wandalin Pusłowski wybudował w miejscowości pałac, przejęty po powstaniu styczniowym w ramach represji przez rosyjskich magnatów. W czasie I wojny światowej Kosów został częściowo zniszczony. Za II Rzeczypospolitej miejscowość była siedzibą wiejskiej gminy Kosów.
Po agresji ZSRR na Polskę w dniu 17 września 1939 miejscowa ludność została poddana represjom a niektóre obiekty zabytkowe uszkodzone – obecnie IPN prowadzi śledztwo w sprawie zamordowania w dniach 17–20 września 25 Polaków nieopodal Kosowa.
Podczas okupacji hitlerowskiej, w październiku 1941 roku Niemcy utworzyli getto dla żydowskich mieszkańców. Przebywało w nim około 1500 osób. W lipcu 1942 roku Niemcy zlikwidowali getto, a Żydów zamordowano.

## Zabytki

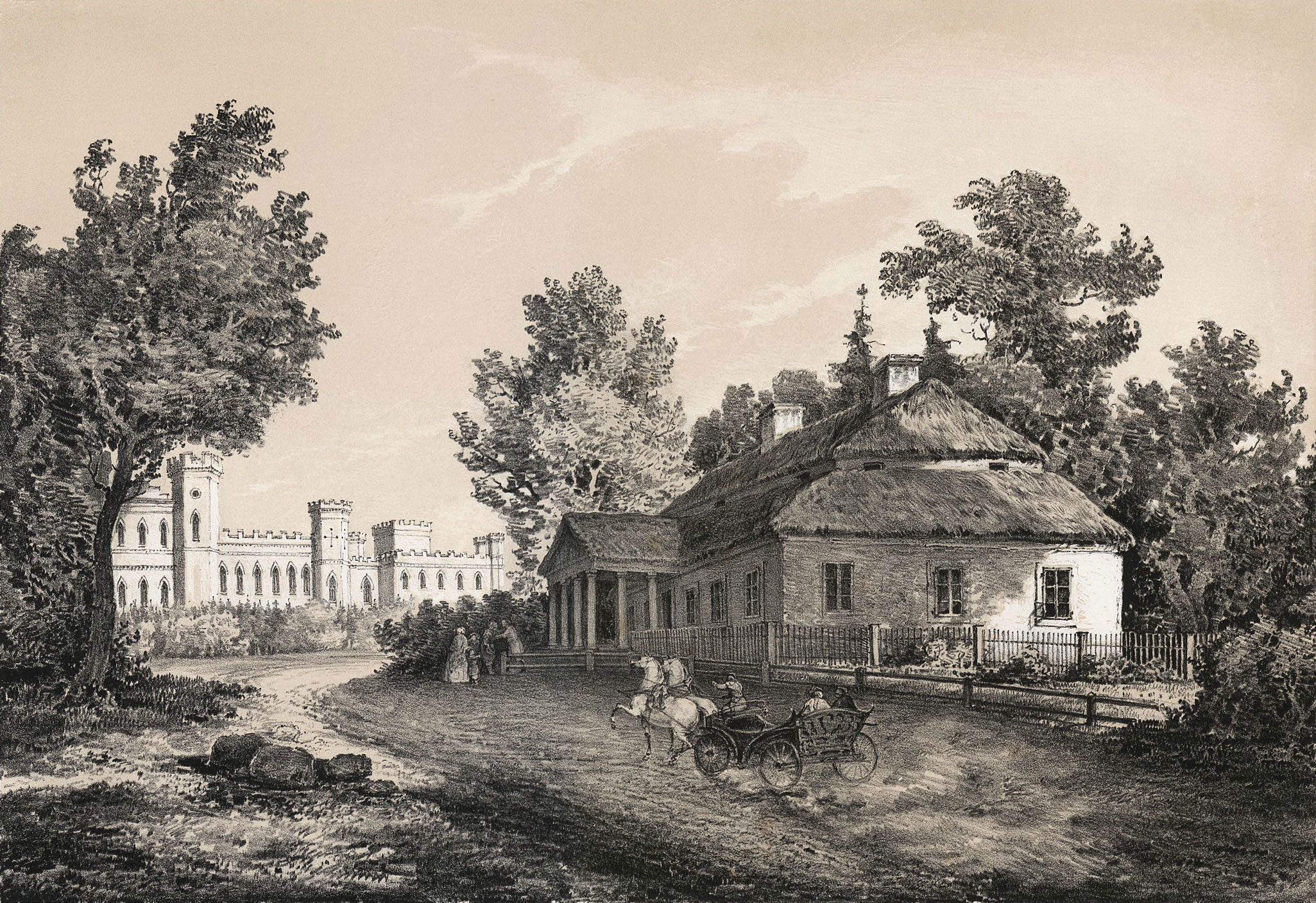
Napoleon Orda, Pałac P. Wandalina Pusłowskiego i dom w którym się urodził Tadeusz Kościuszko 4 Lutego 1746 r

- Pałac Pusłowskich – zbudowany w 1838 r. przez Wandalina, neogotycki o imponującej fasadzie (120 m) usytuowany na wzgórzu o spłaszczonym wierzchołku. W okresie międzywojennym był siedzibą starostwa kosowskiego. W 1942 r. spalony przez partyzantów radzieckich i doszczętnie zdewastowany, a rozległy otaczający go park wycięty (teraz rośnie bór sosnowy). Od 2007 r. trwa rozległy remont i rewaloryzacja pałacu. Aktualnie (2020 r.) można już go zwiedzać.
- Cerkiew prawosławna pw. św. Antoniego Wielkiego z 1868 r. (w miejscu poprzedniej z 1597 r.), parafialna[4].
- Kościół katolicki pod wezwaniem Przenajświętszej Trójcy, wybudowany w stylu neoromańskim w 1878 – w znajdującym się na jego miejscu kościółku został w 1746 ochrzczony Tadeusz Kościuszko, urodzony w odległej o pół kilometra od Kosowa Mereczowszczyźnie.

## Ludzie związani z Kosowem
- Leopold Bieńkowski – polski działacz społeczny,
- Bohdan Drozdowski – polski poeta, prozaik, publicysta, tłumacz, autor sztuk scenicznych,
- Eugeniusz Iwaniec – historyk i rusycysta, nauczyciel akademicki Uniwersytetu Łódzkiego, badacz dziejów starowierców
- Tadeusz Kościuszko – generał, polski bohater narodowy, Najwyższy Naczelnik Siły Zbrojnej Narodowej w insurekcji 1794,
- Wandalin Pusłowski – polski hrabia, inicjator budowy tutejszego pałacu.
- Antoni Kamiński – pułkownik Wojska Polskiego, osadnik wojskowy w Kosowie Poleskim
- Jan Roszkowski – polski polityk, samorządowiec

## Galeria

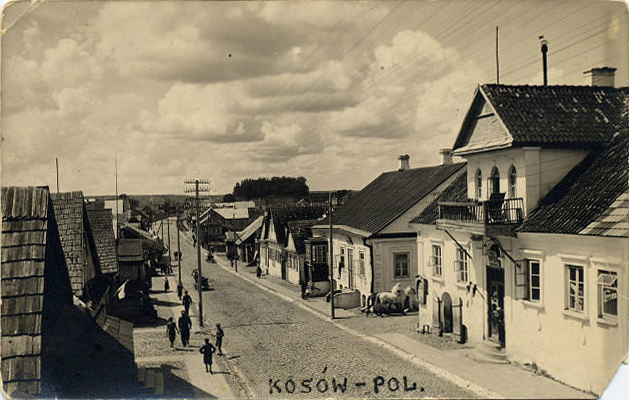
Ulica Fabryczna w dwudziestoleciu międzywojennym
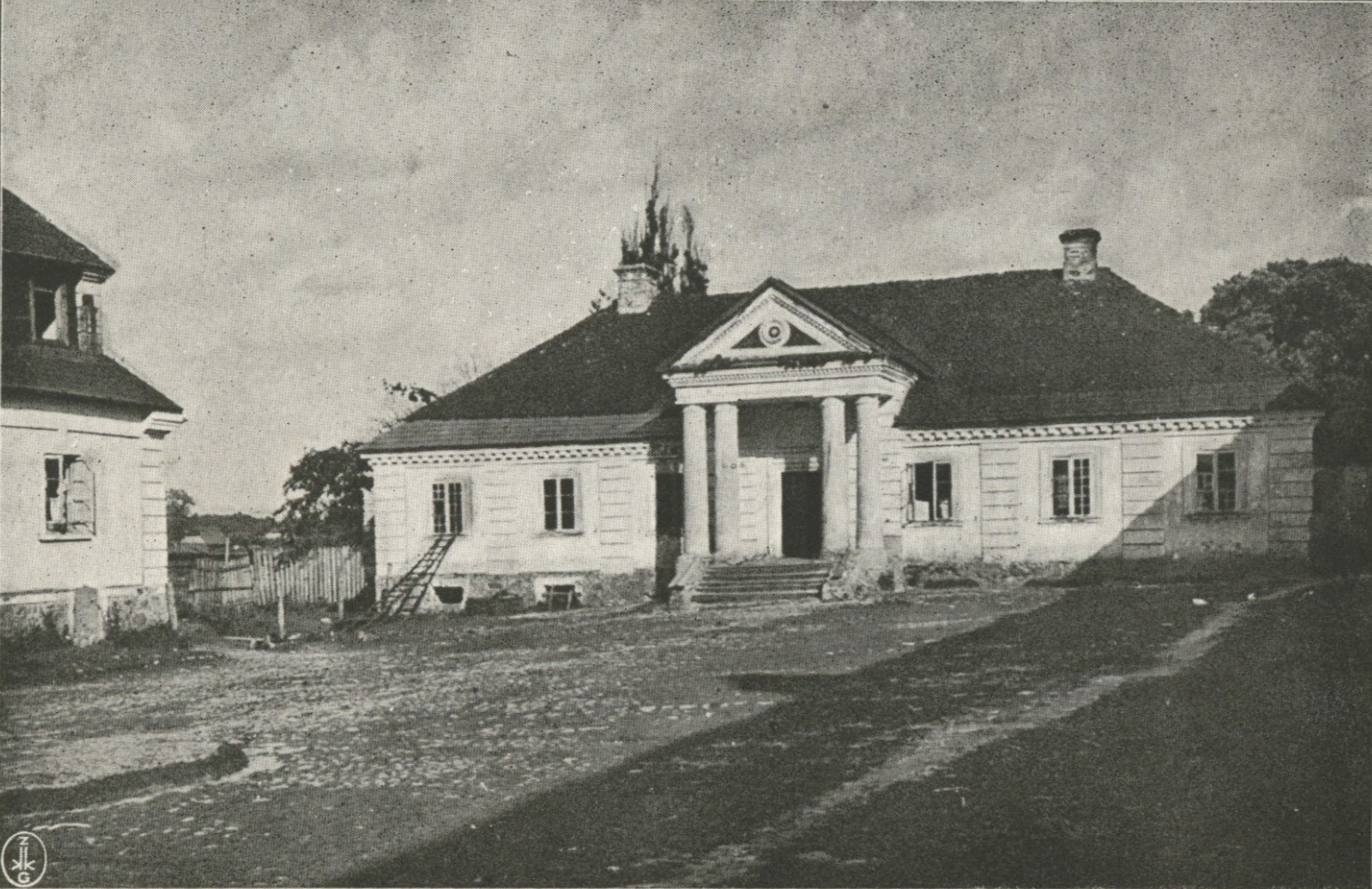
Dworek Sapiehów w 1930 (nie istnieje)
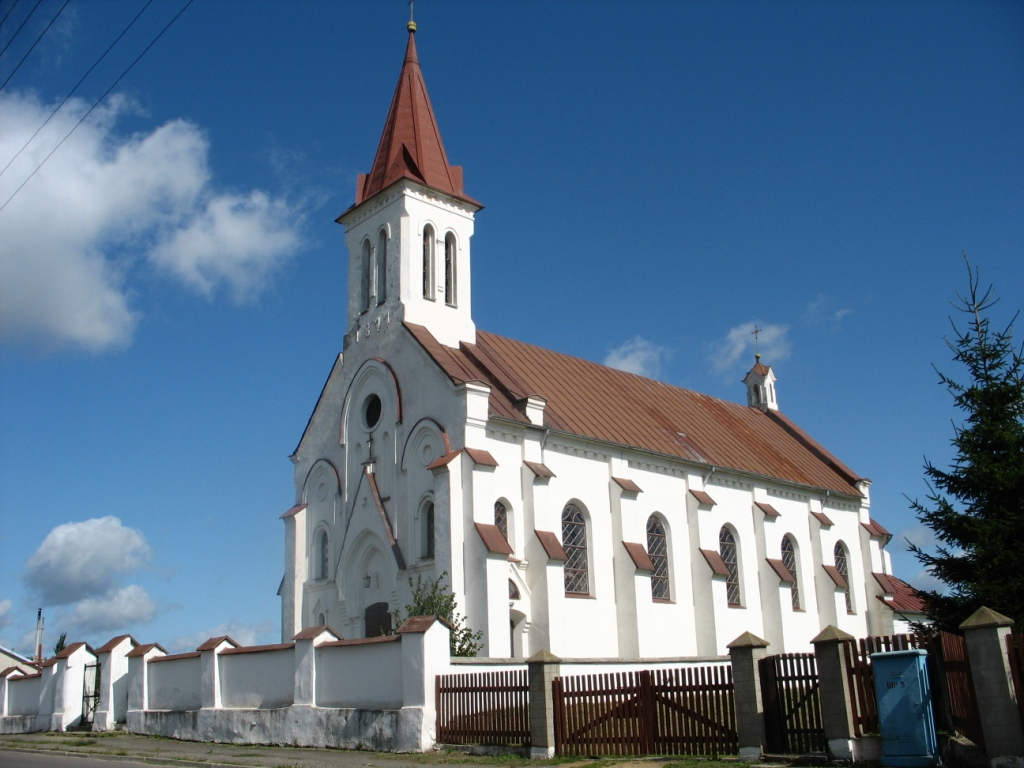
Kościół rzymskokatolicki Świętej Trójcy
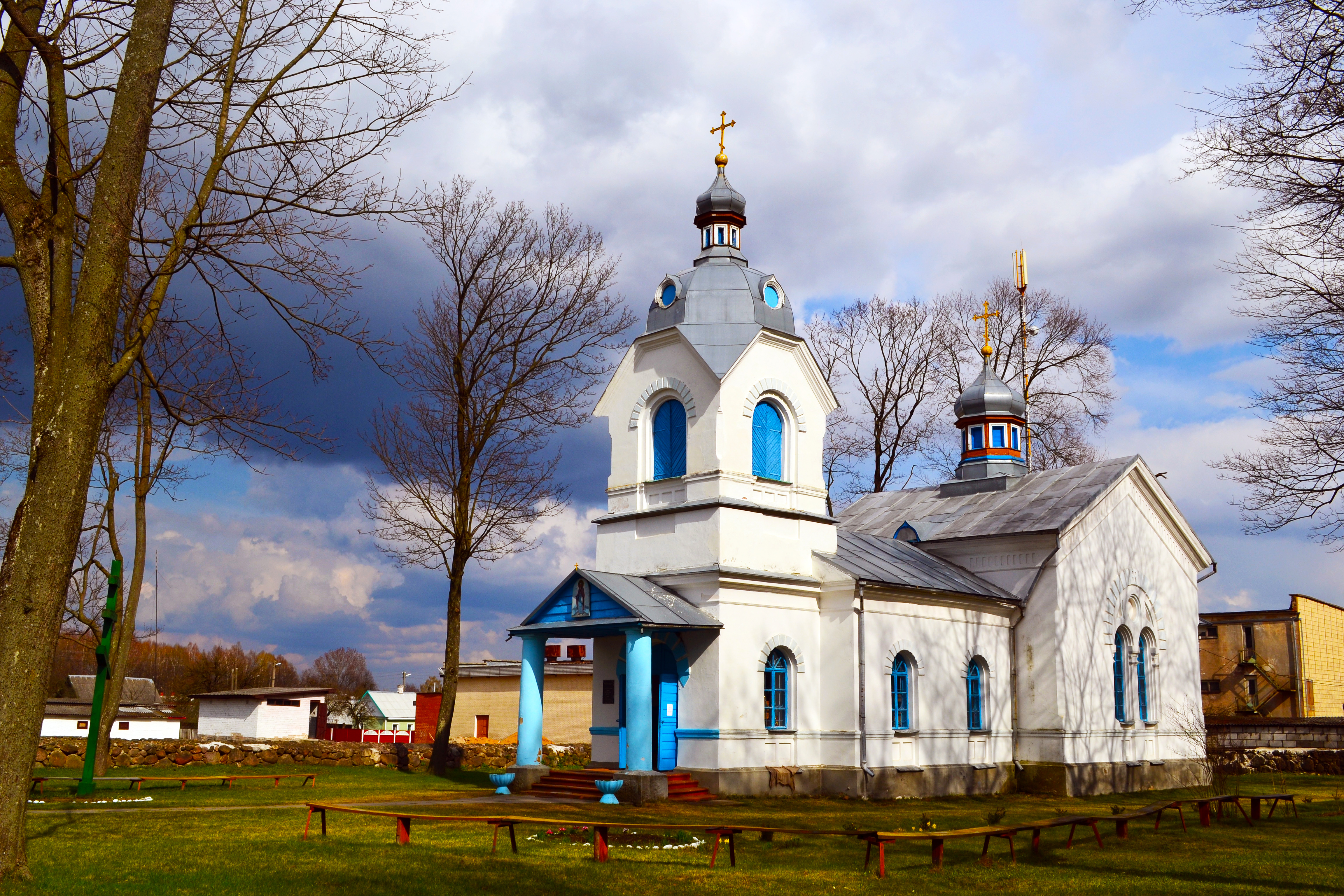
Cerkiew prawosławna św. Antoniego Wielkiego
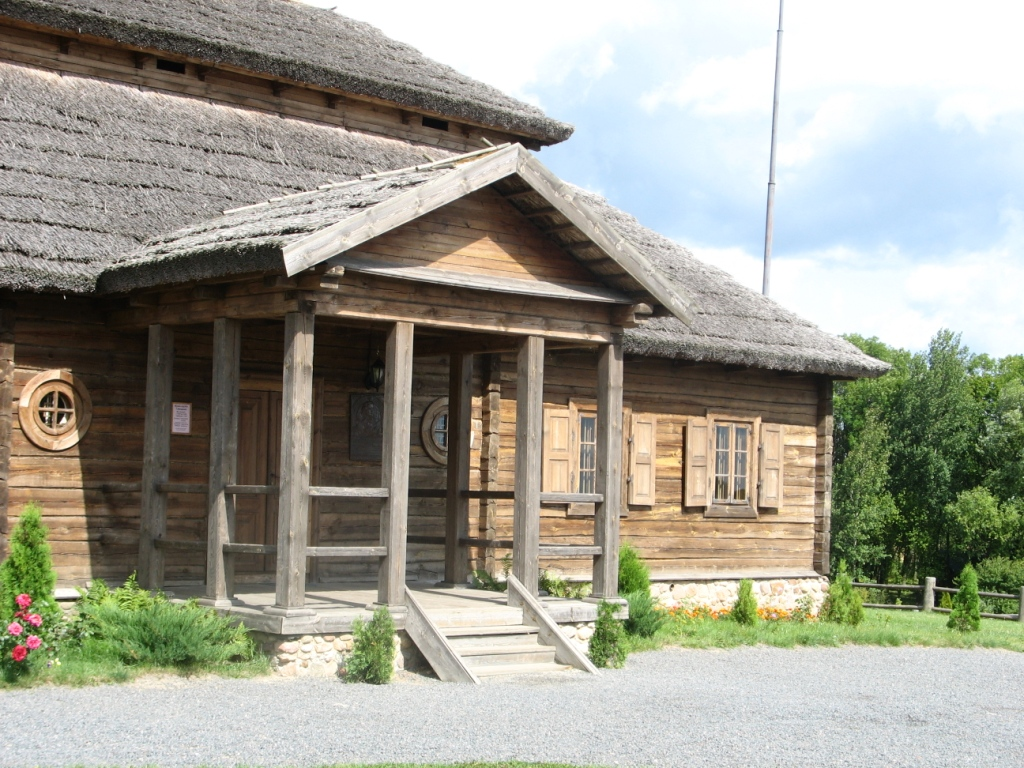
Zrekonstruowany dwór, w którym urodził się Tadeusz Kościuszko
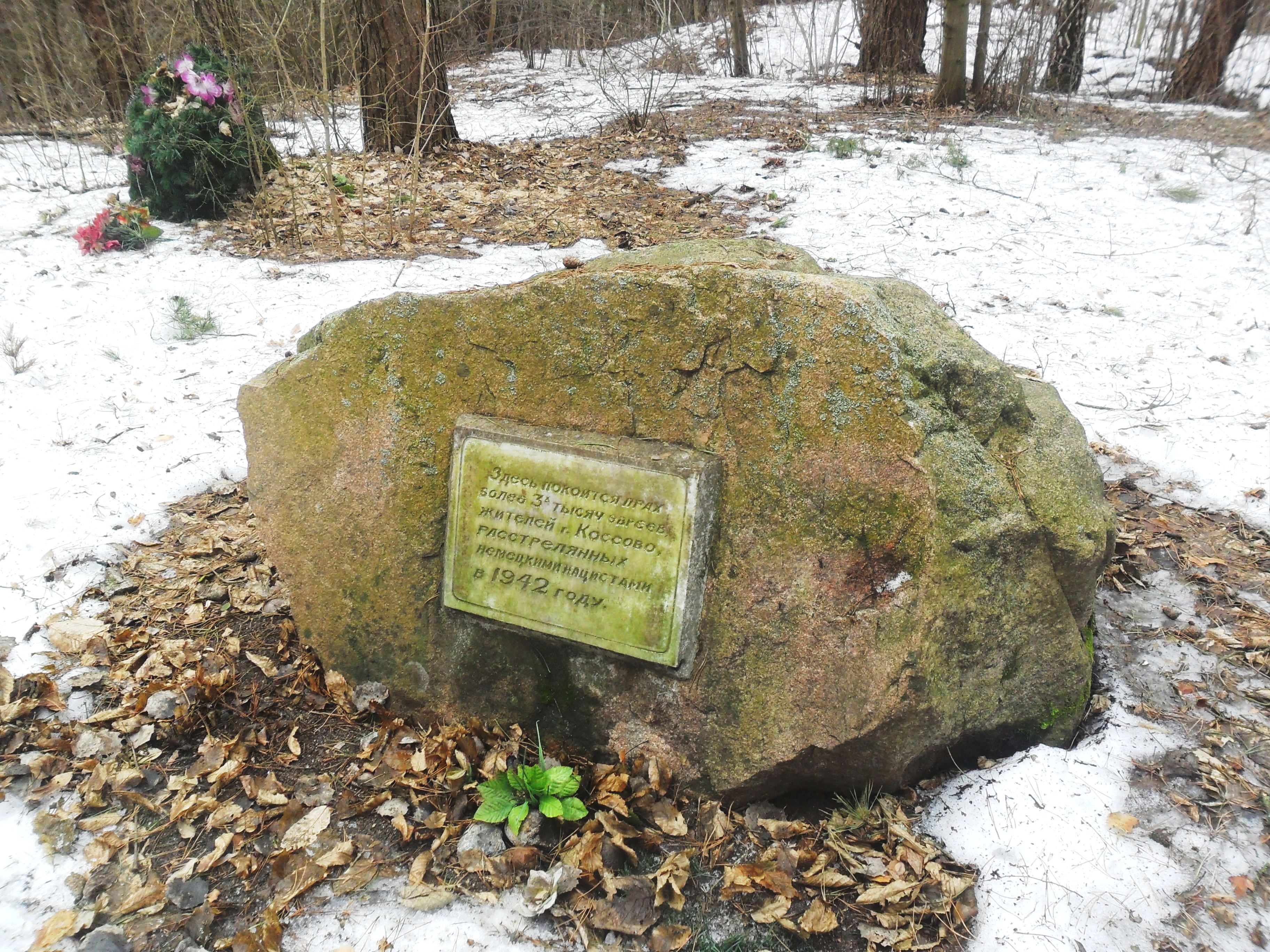
Zbiorowa mogiła ponad 3 tysiący Żydów z kosowskiego getta zamordowanych w Mereczowszczyźnie w 1942 r.
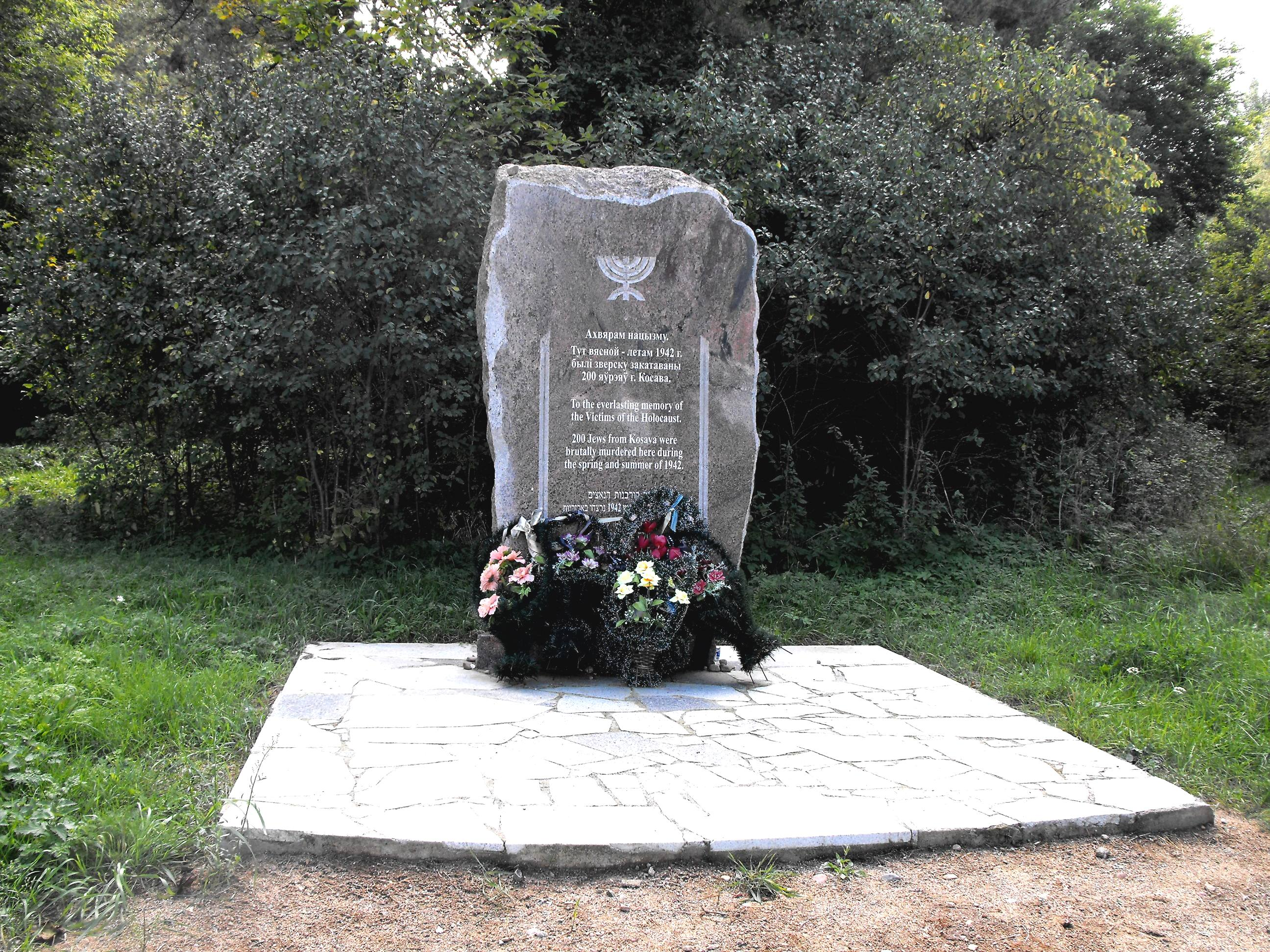
Pomnik w uroczysku Jałowasta upamiętniający 200 Żydów z Kosowa zamordowanych w 1942 r.
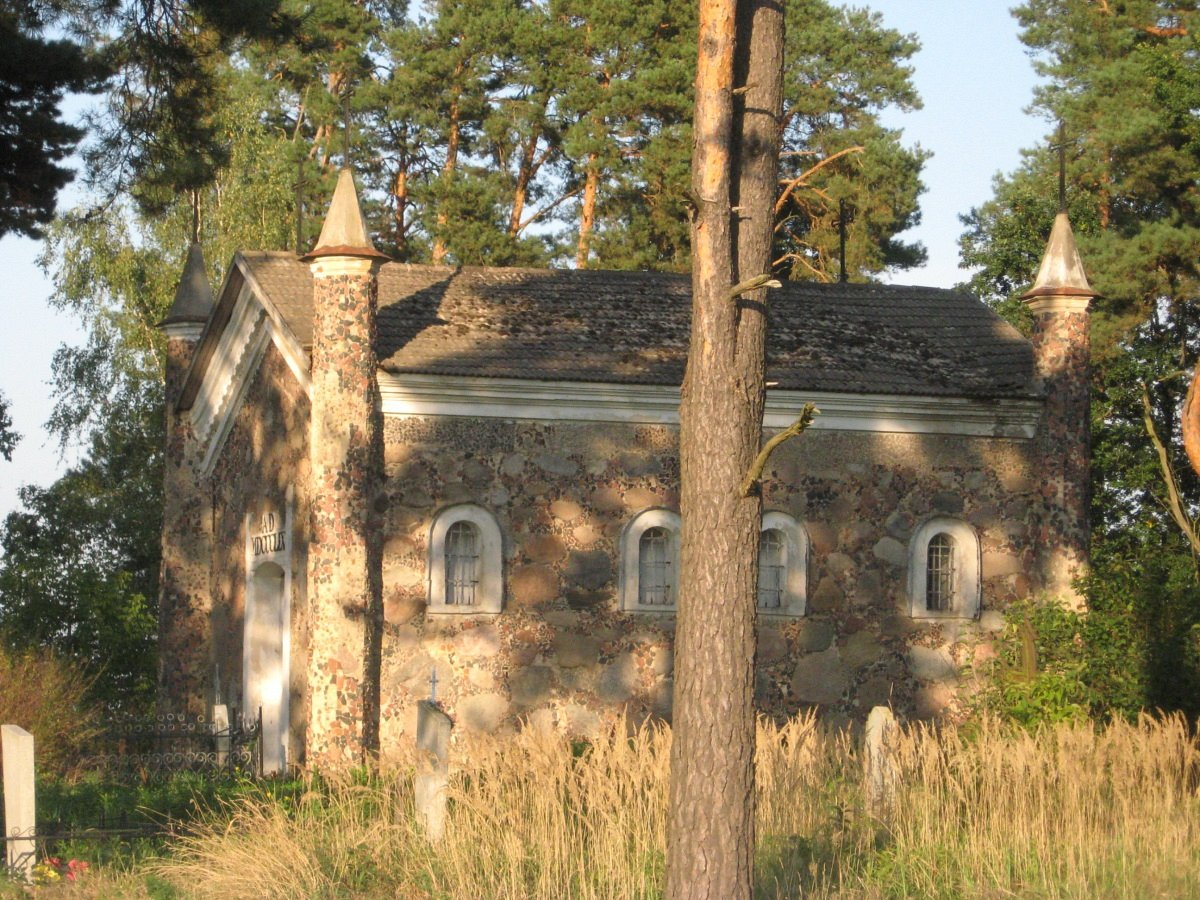
Kaplica na cmentarzu katolickim
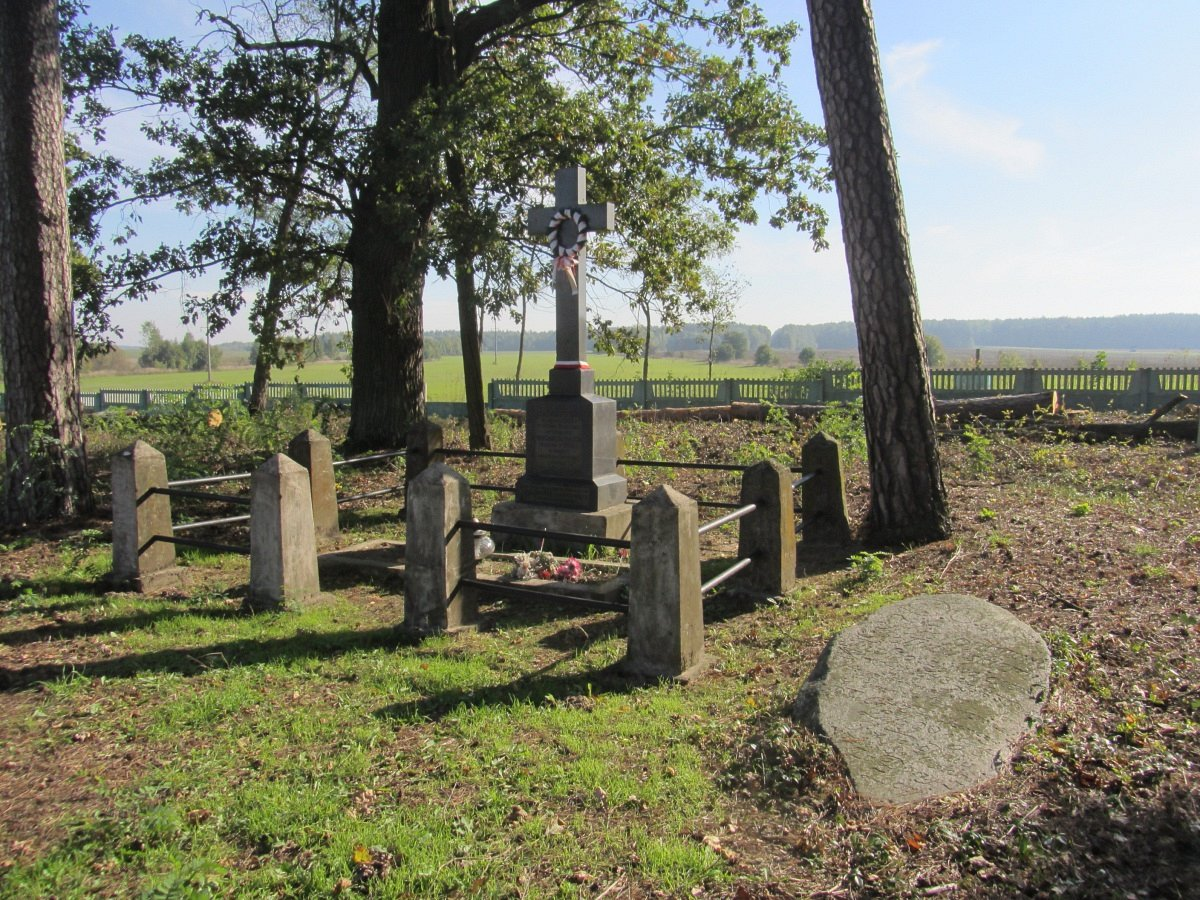
Mogiła powstańców styczniowych na cmentarzu katolickim
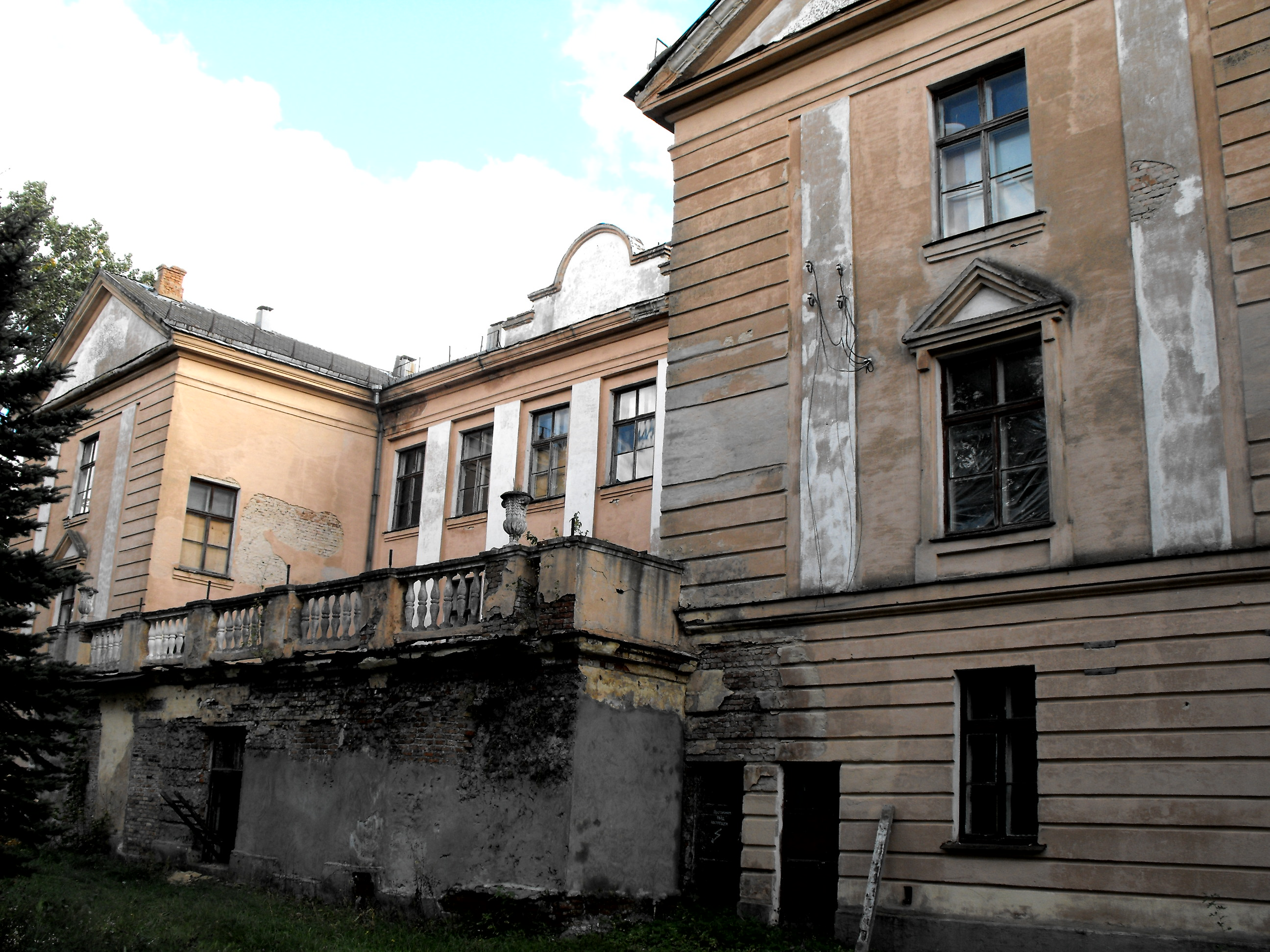
Szkoła wybudowana w 1958 r. na miejscu jednego z cmentarzy żydowskich przy ulicy 3 lutego